# Dactylorhiza influenza
Dactylorhiza influenza là một loài thực vật có hoa trong họ Lan. Loài này được (Sennholz) Soó mô tả khoa học đầu tiên năm 1962.